# Lijst van rijksmonumenten in Eersel (gemeente)
De gemeente Eersel telt 53 inschrijvingen in het rijksmonumentenregister. Hieronder een overzicht. 

## Duizel
De plaats Duizel telt 5 inschrijvingen in het rijksmonumentenregister.
| Object | Oorspronkelijke functie? | Bouwjaar                                     | Architect | Locatie           | Coördinaten?                  | Nr.?   | Afbeelding        |
| --- | ------------------------ | -------------------------------------------- | --------- | ----------------- | ----------------------------- | ------ | ----------------- |
| Kerktoren van de St. Jan de Doper. Overblijfsel van de middeleeuwse kerk, die in 1927 is afgebroken                            | Kerk en kerkonderdeel    | middeleeuwen                                 |           | Oude Kerkstraat 1 | 51° 22' 6" NB, 5° 17' 49" OL  | 14584  | Meer afbeeldingen |
| Huis "De Veste", voormalige R.K. Pastorie: een met grachten omgeven gebouw met stenen hekpalen, thans gepleisterd en gewijzigd | Kerkelijke dienstwoning  | 1754 (gesticht) 1871 (verbouwd)              |           | Groenstraat 12    | 51° 22' 13" NB, 5° 17' 58" OL | 14585  | Meer afbeeldingen |
| Boerderij van het Noord-Brabantse langgeveltype                                                                                | Boerderij                |                                              |           | Hoef 14           | 51° 22' 40" NB, 5° 17' 59" OL | 14586  | Meer afbeeldingen |
| Inventaris van de R.K. kerk H. Johannes Geboorte                                                                               | Kerk en kerkonderdeel    | 1741 (doopvont) 17e eeuw (kaarsenkroon)      |           | Smitseind 38      | 51° 22' 7" NB, 5° 17' 53" OL  | 471624 | Upload foto       |
| Landgevelboerderij | Boerderij                | ca. 1895 (hoofdgebouw) ca. 1910 (achterbouw) |           | Wolverstraat 44   | 51° 21' 56" NB, 5° 18' 10" OL | 517809 | Meer afbeeldingen |

## Eersel
De plaats Eersel telt 20 inschrijvingen in het rijksmonumentenregister. Zie Lijst van rijksmonumenten in Eersel (plaats) voor een overzicht.

## Knegsel
De plaats Knegsel telt 7 inschrijvingen in het rijksmonumentenregister. Zie Lijst van rijksmonumenten in Knegsel voor een overzicht.

## Steensel
De plaats Steensel telt 4 inschrijvingen in het rijksmonumentenregister.
| Object                                  | Oorspronkelijke functie? | Bouwjaar                                                     | Architect | Locatie                    | Coördinaten?                  | Nr.?   | Afbeelding                              |
| --------------------------------------- | ------------------------ | ------------------------------------------------------------ | --------- | -------------------------- | ----------------------------- | ------ | --------------------------------------- |
| Kerktoren                               | Kerk en kerkonderdeel    | 15e eeuw en ouder                                            |           | Kerkdreef 9                | 51° 22' 42" NB, 5° 21' 4" OL  | 14587  | Meer afbeeldingen                       |
| Terrein waarin grafheuvels en urnenveld | Archeologisch monument   | Bronstijd (grafheuvels) IJzertijd (urnenveld)                |           | De Heiblom, Eindhovenseweg | 51° 23' 2" NB, 5° 22' 35" OL  | 45392  | Terrein waarin grafheuvels en urnenveld |
| Langgevelboerderij                      | Boerderij                | ca. 1890 (woonhuis) eerste helft 19e eeuw (bedrijfsgedeelte) |           | Stevert 22                 | 51° 22' 10" NB, 5° 21' 52" OL | 517805 | Upload foto                             |
| Terrein waarin een grafheuvel           | Archeologisch monument   | Vroege Bronstijd                                             |           |                            | 51° 23' 10" NB, 5° 21' 40" OL | 525030 | Terrein waarin een grafheuvel           |

## Vessem
De plaats Vessem telt 11 inschrijvingen in het rijksmonumentenregister. Zie Lijst van rijksmonumenten in Vessem voor een overzicht.

## Wintelre
De plaats Wintelre telt 4 inschrijvingen in het rijksmonumentenregister.
| Object                                                       | Oorspronkelijke functie? | Bouwjaar              | Architect       | Locatie                   | Coördinaten?                  | Nr.?   | Afbeelding        |
| ------------------------------------------------------------ | ------------------------ | --------------------- | --------------- | ------------------------- | ----------------------------- | ------ | ----------------- |
| Pand zonder verdieping, met leien zadeldak tussen puntgevels | Woonhuis                 | midden 19e eeuw       |                 | Willibrordusstraat 38     | 51° 26' 32" NB, 5° 20' 18" OL | 37244  | Meer afbeeldingen |
| Terrein waarin de funderingen van een 3-tal steenovens       | Archeologisch monument   | vermoedelijk 14e eeuw |                 |                           | 51° 26' 49" NB, 5° 17' 40" OL | 46110  | Upload foto       |
| Toren van Sint-Willibrorduskerk                              | Kerk en kerkonderdeel    | 1857-1859             | H.J. van Tulder | Willibrordusstraat bij 37 | 51° 26' 35" NB, 5° 20' 26" OL | 520275 | Meer afbeeldingen |
| Heilig Hartbeeld                                             | Gedenkteken              | 1925                  | J. Dechin       | Willibrordusstraat bij 37 | 51° 26' 35" NB, 5° 20' 26" OL | 520276 | Meer afbeeldingen |

's-Hertogenbosch ·
Alphen-Chaam ·
Altena ·
Asten ·
Baarle-Nassau ·
Bergeijk ·
Bergen op Zoom ·
Bernheze ·
Best ·
Bladel ·
Boekel ·
Boxtel ·
Breda ·
Cranendonck ·
Deurne ·
Dongen ·
Drimmelen ·
Eersel ·
Eindhoven ·
Etten-Leur ·
Geertruidenberg ·
Geldrop-Mierlo ·
Gemert-Bakel ·
Gilze en Rijen ·
Goirle ·
Halderberge ·
Heeze-Leende ·
Helmond ·
Heusden ·
Hilvarenbeek ·
Laarbeek ·
Land van Cuijk ·
Loon op Zand ·
Maashorst ·
Meierijstad ·
Moerdijk ·
Nuenen, Gerwen en Nederwetten ·
Oirschot ·
Oisterwijk ·
Oosterhout ·
Oss ·
Reusel-De Mierden ·
Roosendaal ·
Rucphen ·
Sint-Michielsgestel ·
Someren ·
Son en Breugel ·
Steenbergen ·
Tilburg ·
Valkenswaard ·
Veldhoven ·
Vught ·
Waalre ·
Waalwijk ·
Woensdrecht ·
Zundert